# Sacisaurus
Sacisaurus – rodzaj archozaura z grupy Dinosauriformes żyjącego w późnym triasie na obecnych terenach Ameryki Południowej. Został opisany w oparciu o niekompletną lewą kość żuchwy (MCN PV10041), zawierającą większość kości zębowej, trzy zęby wykazujące przystosowania do roślinożerności oraz bezzębną część rostralną, mogącą stanowić odrębną parę skostnień. W datowanych na późny karnik lub wczesny noryk osadach formacji Caturrita w Agudo, w południowej Brazylii, odkryto również kilka kości czaszki, kręgów, łopatkę, kość miedniczna, kości kończyn tylnych oraz liczne zęby. Nazwa rodzajowa Sacisaurus pochodzi od imienia Saci – jednonogiej istoty z brazylijskiej mitologii – oraz greckiego słowa sauros, oznaczającego „jaszczur”, i odnosi się do faktu, iż odnaleziono tylko jedną kość udową zwierzęcia. Epitet gatunkowy agudoensis pochodzi od miejsca odkrycia szczątków.
Sacisaurus osiągał niewielkie rozmiary – jego długość nie przekraczała 1 m. Długie tylne kończyny sugerują dobrze rozwiniętą zdolność do biegu. Krawędzie liściokształtnych zębów pokryte były licznymi ząbkowaniami. Panewka stawu biodrowego jest niemal całkowicie zamknięta. Sacisarus miał na czubku żuchwy dwa elementy tworzące strukturę przypominającą kość przedzębową występującą u dinozaurów ptasiomiednicznych i przez wielu naukowców uznawaną za jedną z ich cech charakterystycznych. Liczne cechy morfologiczne sugerują bliskie pokrewieństwo Sacisaurus z innym karnickim dinozauromorfem – żyjącym na obecnych terenach Polski silezaurem. Ferigolo i Langer stwierdzili, że obydwa te taksony mogą być dwoma najbardziej bazalnymi przedstawicielami dinozaurów ptasiomiednicznych. Późniejsze analizy potwierdziły hipotezę o bliskim pokrewieństwie Sacisaurus i silezaura – w 2010 roku grupie obejmującej te dwa rodzaje i technozaura oraz prawdopodobnie eucelofyza, pseudolagozucha i Lewisuchus (później opisano również kolejnych jej przedstawicieli) Langer i współpracownicy nadali nazwę Silesauridae. Pozycja filogenetyczna tego kladu pozostaje jednak niepewna – prawie wszystkie analizy filogenetyczne sugerują, iż jest bardziej bazalny niż dinozaury, jednak zdaniem Ferigolo i Langera jego przynależności do dinozaurów ptasiomiednicznych również nie można wykluczyć.